# Peter von Tarentaise
Peter II von Tarentaise O.Cist. (* 1102 in Saint-Maurice-l’Exil; † 1174 im Kloster Bellevaux) war ein französischer römisch-katholischer Zisterzienserabt und Bischof. Seine Heiligsprechung durch den Papst Coelestin III. erfolgte 1191.

## Biographie
Peter von Tarentaise, französisch genannt auch Pierre le Vénérable, wurde 1102 in Saint-Maurice-l’Exil nahe Vienne in der Dauphiné in Frankreich geboren und trat im Alter von 20 Jahren mit seinem Vater und zwei Brüdern in den Zisterzienserorden ein, in das Kloster Bonnevaux (Dauphiné). Im Jahr 1132 wurde er Abt der Zisterzienserabtei Tamié in der Provinz Tarentaise in Savoyen, Frankreich. Als Erzbischof von Tarentaise, ein Amt, das er 1142 nur zögerlich angenommen hatte, widmete er sich unter Anwendung zisterziensischer Prinzipien dem Wiederaufbau der im Niedergang begriffenen Diözese, der Sorge für die Armen und der Erziehung. Er ließ das unzureichende Hospiz am Kleinen Sankt Bernhard neu bauen, um den Reisenden auf dieser damals wichtigen Route einen sicheren Schutz zu geben, und führte in Tarentaise die Tradition ein, die in der Zeit vor der Ernte hungernde bäuerliche Bevölkerung der Umgebung durch die Verteilung von Lebensmitteln zu unterstützen. Diese Tradition blieb unter dem Namen „pain de mai“ (Maibrot) bis zur Französischen Revolution erhalten.
Als Erzbischof spielte er bald auch eine politische Rolle, als Berater des Herzogs von Savoyen und als Diplomat. Die Legende berichtet, er habe sich 1155 als einfacher Mönch in das Zisterzienserkloster Lützel zurückgezogen, sei aber zur Rückkehr auf den erzbischöflichen Stuhl bewegt worden.
In der Auseinandersetzung zwischen Papst Alexander III. und dem Gegenpapst Viktor IV. stand Peter auf Alexanders Seite und wurde berufen, eine Versöhnung zwischen König Ludwig VII. von Frankreich und König Heinrich II. von England zu vermitteln. Er stand bald im Ruf, Wunderheilungen zu bewirken und zog auf seinen Reisen durch Frankreich und Italien stets Menschenmassen an. Auch im hohen Alter blieb er rege aktiv. Als regelmäßiger Gast in der Grande Chartreuse wurde er von einem jungen Mönch betreut, der später als der Hl. Hugo von Lincoln bekannt wurde.
Unterwegs zur Zisterzienserabtei Bellevaux in der Franche-Comté erreichte er sein Ziel schwer erkrankt. Nach seinem baldigen Tod wurde er in der dortigen Klosterkirche bestattet.
Sein Freund Geoffroy d’Auxerre, Abt des Zisterzienserklosters Hautecombe, verfasste eine Vita, welche die Grundlage für seine 1191 erfolgte Kanonisation war. Seine Reliquien in Bellevaux erfuhren große Verehrung. Heute befindet sich der Hauptteil im Kloster Tamie und in der Dorfkirche von Cirey.